# フローリン銀貨
フローリン銀貨（フローリンぎんか、Silver Florin）とは、イギリスやオランダ、旧ドイツ諸国などで使用された銀貨の名称で、ギルダー（グルデン）とも呼ばれる。
一般にフローリン銀貨とは、イギリスで発行され流通した2シリングに相当する銀貨の名称であるので、ここでは、イギリスのコインについて述べる。

## イギリスにおける経緯
イギリスでは、1846年から47年にかけて、十進法通貨制度を模索した時期があり、この時に1/10ポンド（2シリング）に相当する補助通貨単位としてフローリンが採用された。他の単位の候補としては、centum、decade などがあった。
十進法制度はその後1971年まで導入されなかったが、フローリン硬貨はこの時まで継続的に製造され流通した。
イギリスのフローリン銀貨は1848年に30種類の試鋳貨が製造され、流通用としては翌1849年に発行された。

## フローリン銀貨の仕様
直径28mm、重量11.3104g、銀純度92.5%のスターリングシルバー。
フローリン銀貨は1919年まではスターリンクシルバーで製造されたが、1920年からは他のイギリス銀貨同様品位が.500に引き下げられた。さらに戦後1947年～1970年までは白銅貨として発行された。これはアメリカから借りていた銀を現物で返却するため、流通している銀貨を引き上げてそれに充当したためだと云われている。

## フローリン銀貨の種類

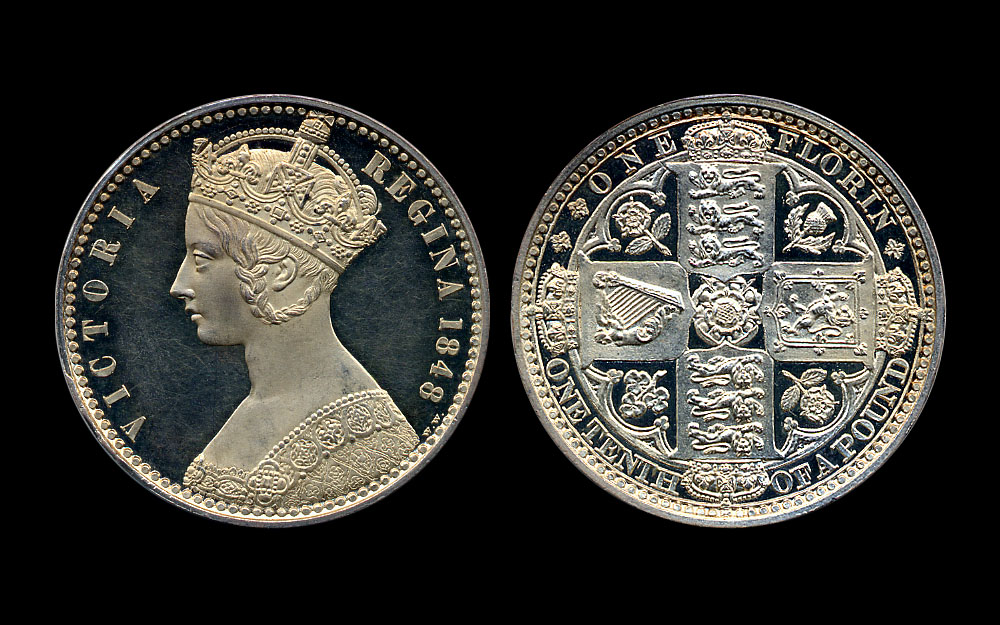
1848年銘 "ゴッドレス・フローリン"
完璧な状態のプルーフ試鋳貨

- ヴィクトリア女王の肖像
ヴィクトリア女王のフローリンは4タイプのものが発行された。最初のものは1849年に発行されたが、このコインは、1847年に発行されたゴチック・クラウンといわれる銀貨と同様に若いヴィクトリア女王の王冠を戴いた胸像を描いたものであった。しかし、銘字は普通の書体であり、イギリスコインに決まって刻印されていた「DEI GRATIA」（神の恩恵による）が刻印されておらず、神無きフローリン（ゴッドレス・フローリン　Godless　Florin）として有名である。コインの裏面は伝統的な紋章の盾を十字に4つ組み合わせたものであった。
 1848年銘 "ゴッドレス・フローリン"
完璧な状態のプルーフ試鋳貨

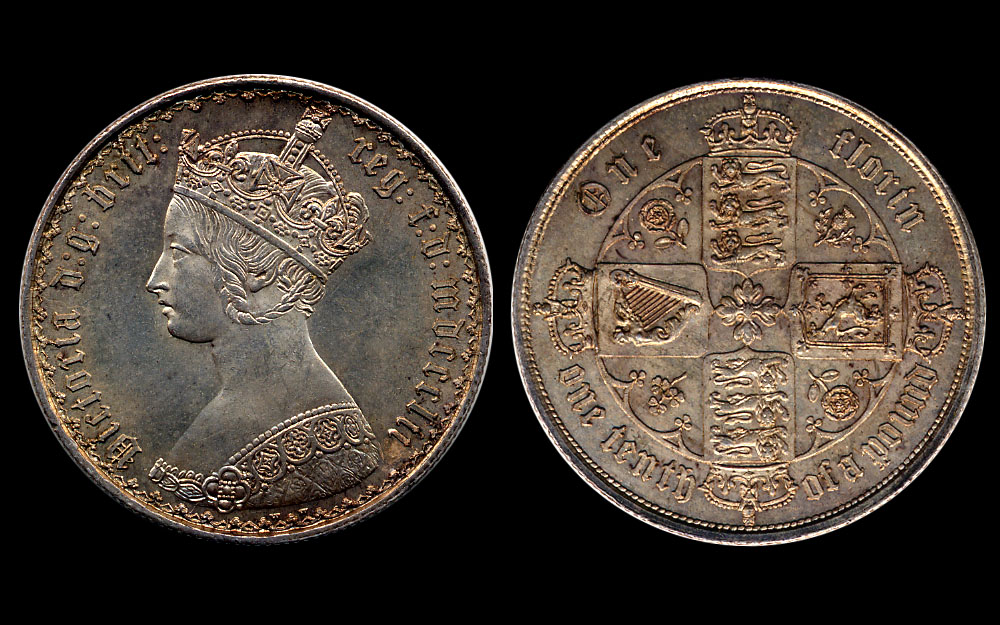
 1852年銘 "ゴチック・フローリン"
1849年銘のコインは1851年まで同じ年号のまま、413,820枚鋳造されたが、初期のものと後期のものは刻印が異なるためにデザインに微細な差がある。
その後1851年にはゴチック・クラウンと同じブラックレターの書体に変更し、「DEI GRATIA」も刻印されたゴチック・フローリンが発行されている。なおこのゴチック・フローリンは重量は変わらないが直径は30mmとやや大きくなっている。また、1851年から1887年まで製造されたので、女王の年齢とともに肖像も変化しており、このコインにも多数のバラエティが存在する。
1887年には女王の在位50周年を記念し、肖像がジュビリーヘッドといわれるものに変更になり、1892年まで発行された。
ヴィクトリア女王の最後のタイプは1893年から1901年まで発行されたオールドヘッドタイプでヴェールを被った老年の肖像が刻まれている。裏面は3つの盾。
なお1887年から1890年の間、ジュビリーヘッド肖像を描いた、ダブルフローリンと呼ばれる4シリングの銀貨が発行されたが、煩雑であるとのことで、それ以後この額面のコインは発行されていない。
- エドワード7世の肖像
1902年から1910年まで発行されたものが1種のみ。裏面はブリタニア女神の立像。
- ジョージ5世の肖像
デザイン的には2種類である。最初のタイプは1911年から1926年まで発行されたが、1911年から1919年までの製造分はスターリングシルバー製であり、1920年から1926年までのものは.500の品位である。2番目のタイプはデザインが簡略され1927年から1936年まで発行された。ジョージ5世のフローリンの裏面は4つの盾である。
- エドワード8世の肖像
在位期間の短いエドワード8世のコインは流通用としては発行されなかった。
- ジョージ6世の肖像
この時代からコインの額面が ONE FLORIN からTWO SHILLINGSに変更になった。図案は1種で裏面は王冠とシンボルの植物。1946年までは銀貨で、1947年から51年までは白銅貨で発行された。また、1949年以降周囲の銘字より、IND IMP（インド皇帝）の文字が削除された。
- エリザベス2世エリザベス2世の肖像
この時代のコインも1種で裏面はバラの花を中心にシンボルの植物が描かれている。1953年から1970年まで発行されたが、1953年のみ銘字に BRITT OMN が入っている。すべて白銅貨である。

## 英連邦のフローリン銀貨
イギリス本国以外の英連邦や植民地でも、本国と同じ通貨制度を採用していた国では、フローリン銀貨が発行されていた。
- オーストラリア
オーストラリアでは、1910年エドワード7世の肖像を描いたものが最初のフローリン銀貨である。裏面は紋章。続くジョージ5世の時代には通常貨と2種の記念貨が発行された。ジョージ6世の時代には通常貨と記念貨1種が発行されたが、1946年以降の銀貨は品位が.500に引き下げられた。エリザベス2世の時代には2種類の通常貨と1種類の記念銀貨が発行された。デシマル制度実施後も20セントとして通用した。
- フィジー
フィジーでは1934年ジョージ5世の時代に最初のフローリン銀貨が発行された。この銀貨は品位が.500で裏面は紋章の図案であった。以後ジョージ6世肖像が2種、エリザベス2世肖像が1種発行されたが、エリザベス2世のものは白銅貨である。また、1942年の銀貨に限り品位は.900で製造された。
- アイルランド
アイルランドでもイギリスと同じ通貨制度を採用していたので、1928年から1968年までフローリン硬貨が発行されていた。1943年までは品位.750の銀貨で、以後は白銅貨で発行された。図案は表がハープ、裏は魚。
- ニュージーランド
ニュージーランドでは1933年ジョージ5世の時代に最初のフローリン銀貨が発行された。品位は.500で裏は国鳥のキウィ。ジョージ6世の時代には1937年～1946年が銀貨、以降は白銅貨で発行され、エリザベス2世の1965年銘が最後のフローリン硬貨である。
- 南アフリカ連邦
1923年ジョージ5世のコインが最初。裏は紋章で品位は.800であった。1930年以降は価格表示がflorinではなく2s（シリング）と変更された。ジョージ6世以降エリザベス2世の1960年まで発行されたが、1951年に品位が.500に引き下げられた。

上記以外の国でも東アフリカ、マラウィでもフローリンの額面のコインが発行された。

## デシマル後のフローリン硬貨
十進法制度に移行後は新10ペンスとして1993年まで通用した。